# Gadget și Gadgetinii
Gadget și Gadgetinii (engleză Gadget & the Gadgetinis) este un serial de animație care servește drept o continuare a Inspectorul Gadget. Serialul a fost coproducție între Fox Kids Europe, DIC Entertainment Corporation, studioul de animație SIP Animation, canalul francez M6 Métropole Télévision, Channel 5 din Regatul Unit și Mediatrade S.P.A. din Italia. Serialul a fost arătat prima oară la MIPTV 2002.
Gadget & the Gadgetinis este în prezent o proprietate a WildBrain, care deține drepturile asupra majorității librăriei DIC.

## Premisă
Fiind recrutat de o organizație internațională de elită de menținere a păcii numită Organizația Mondială a Mega Puterilor (sau WOMP pe scurt), Locotnentul Gadget (promovat din poziția sa anterioară de Inspector), acum luptă împotriva crimei cu ajutorul unei perechi de asistenți mecanici numiți Gadgetinii, versiuni de roboți în miniatură ai lui Gadget care au fost creați de Penny (datorită lui Creier ieșind de la datorie activă) și care sunt victime neintenționate ale împiedicăturilor lui Gadget.
Ca un membru al WOMP, Locotenentul Gadget și Gadgetinii încă au de înfruntat pe Dr. Gheară și organizația lui M.A.D.

## Personaje
- Locotenentul Gadget
- Gadgetinii
- Penny Gadget

### WOMP
- General Sir
- Dna. Miffet
- Colonel Nozzaire

### M.A.D.
- Dr. Gheară
- Pisica MAD
- Maryland Gheară

### Altele
- Creier
- Șef Quimby
- Jools și Annie Tamare
- Jeanette Sir